# Ermita de Santa Fe del Montseny
Santa Fe és una ermita al poble de Santa Fe del Montseny (Vallès Oriental) catalogada a l'Inventari del Patrimoni Arquitectònic de Catalunya. La capella de Santa Fe del Montseny és el centre històric de la vall i el que li ha donat el nom. Aquesta surt documentada el 1231. El 1270 hi residia un grup d'eremites que s'anomenaven orde d'ermitans de Santa Fe, però aquesta no va subsistir gaire temps, puix que del segle xiv en endavant la capella es trobà a cura d'un sol ermità, dependent del rector de Fogars de Montclús. La primitiva capella fou engrandida el 1577 i fou renovada a inicis del segle xviii (1701). Edifici religiós d'una sola nau amb campanar d'espadanya d'un sol buit; aquest està lleugerament descentrat respecte de la porta. Sota el campanar hi ha restes d'un rellotge de sol. Aquest element és molt freqüent de les esglésies del Montseny.

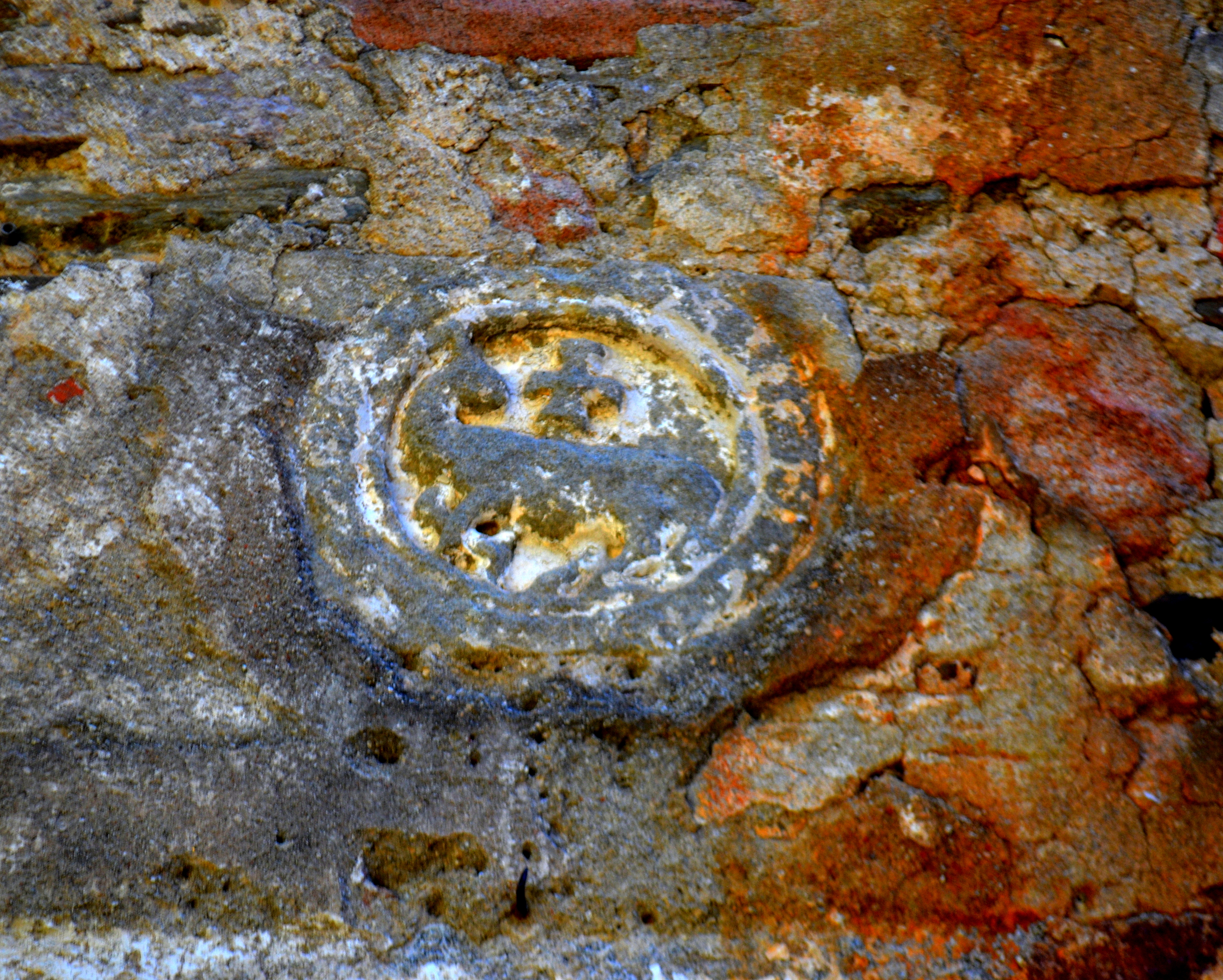
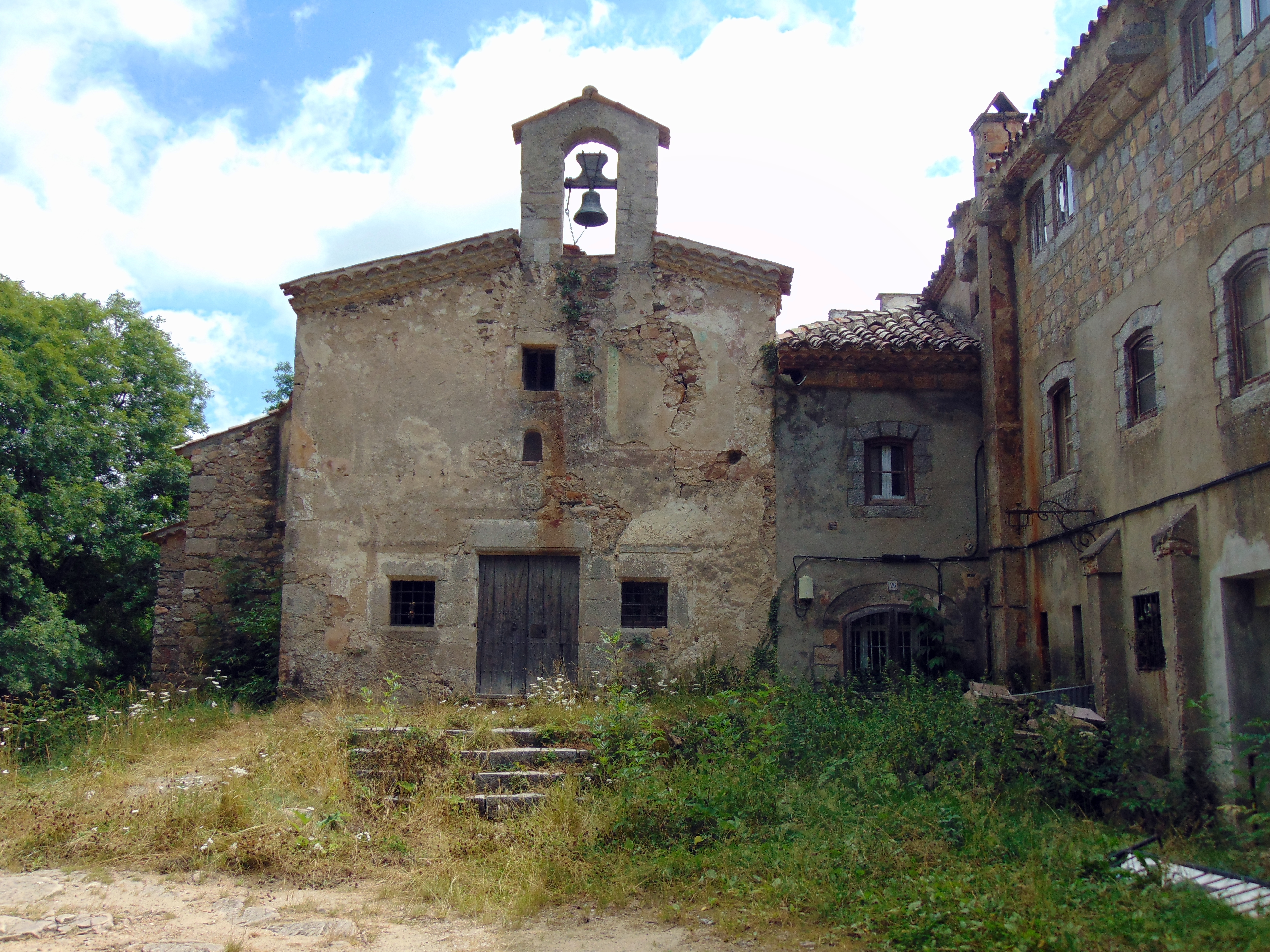
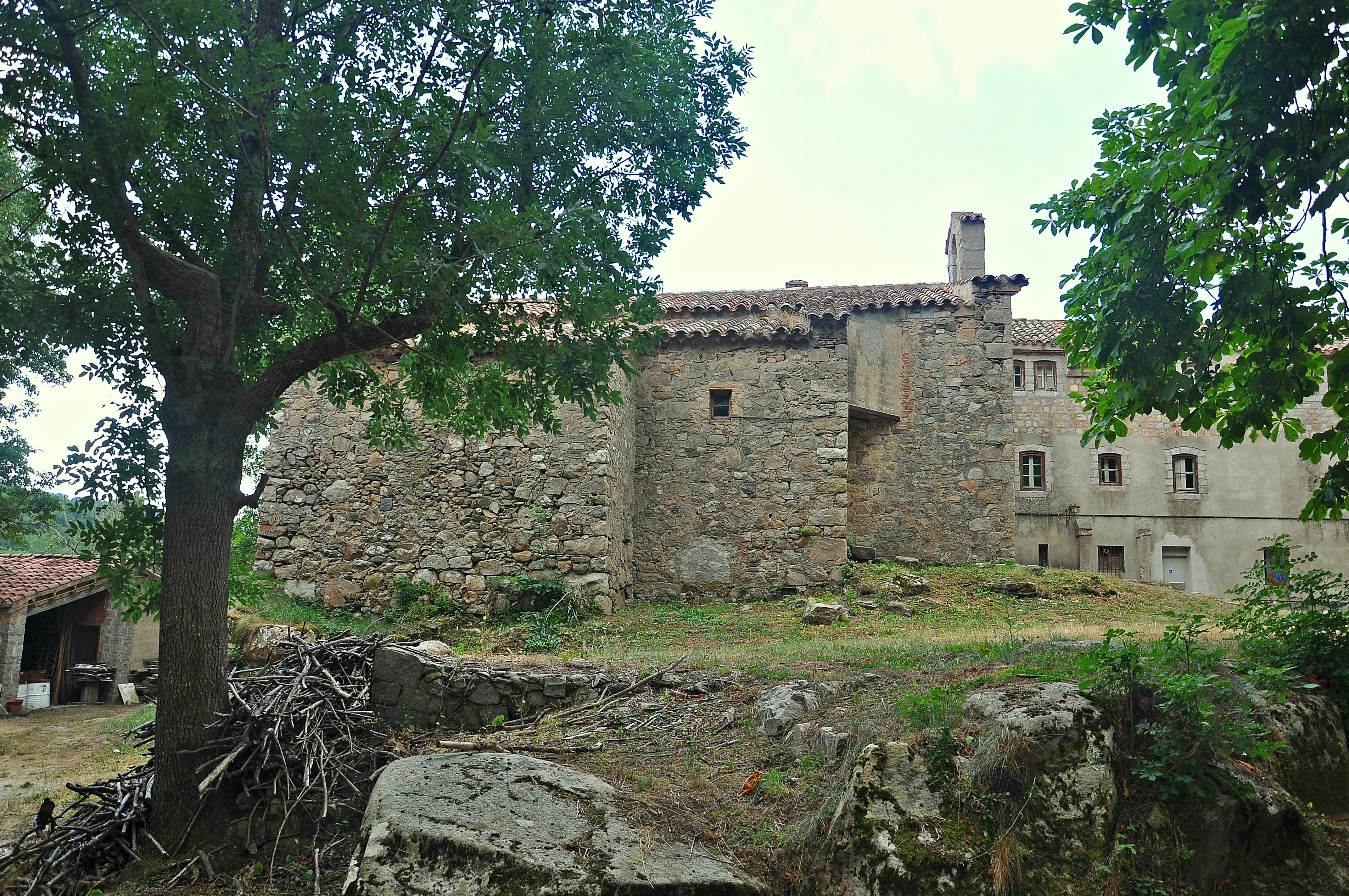